# Taipu
Taipu is een gemeente in de Braziliaanse deelstaat Rio Grande do Norte. De gemeente telt 12.165 inwoners (schatting 2009).